# Ширакаван

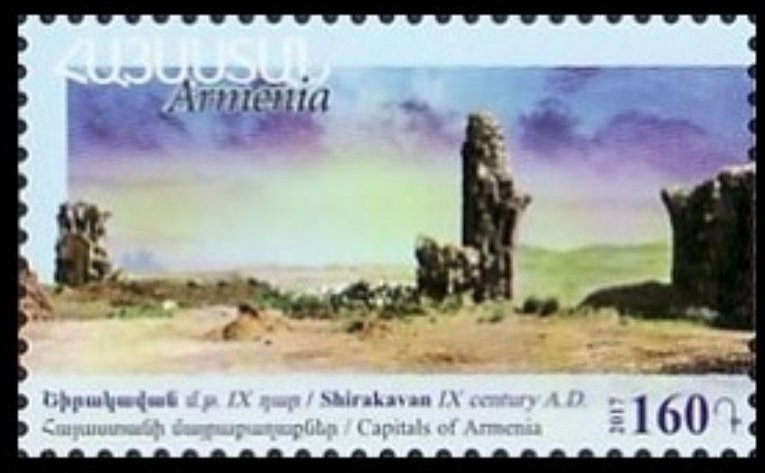
Ширакаван из серии «Древние столицы Армении». Почта Армении, 2017

Ширакаван (арм. Շիրակավան, также известный как Еразгаворс, арм. Երազգավորս) — средневековый армянский город, с IX века являвшийся столицей Анийского царства, управлявшегося династией армянских Багратидов. К концу XIX века поселение превратилось в небольшое армянское село Башсурегел. Находится на территории современной Турции. Возможно, частично затоплен водами Ахурянского водохранилища.